# Gräberfeld von Leuna
Das Gräberfeld von Leuna ist ein Bestattungsplatz der späten römischen Kaiserzeit in Leuna und einer der beiden namengebenden Fundplätze der Haßleben-Leuna-Gruppe.

## Fund von 1834
Im Jahr 1834 wurde in Leuna beim Abgraben von Kies ein Körpergrab gefunden. Zu den Grabbeigaben gehörten unter anderem Keramikgefäße, darunter auch ein römisches Importstück aus Terra Sigillata. Auch bei Bronzegeschirr (Kelle und Sieb) sowie zwei Gläsern, darunter eines mit Darstellung von Artemis und Aktaion, handelt es sich um Importe. Zu den weiteren Funden gehören Reste eines Holzeimers, zwei silberne Sporen, zwei silberne Pfeilspitzen, eine Gürtelschnalle und drei Fibeln. Die Stücke gelangten zunächst in die Sammlung von Felix Slade, der sie 1867 an das Britische Museum gab.

## Funde von 1917

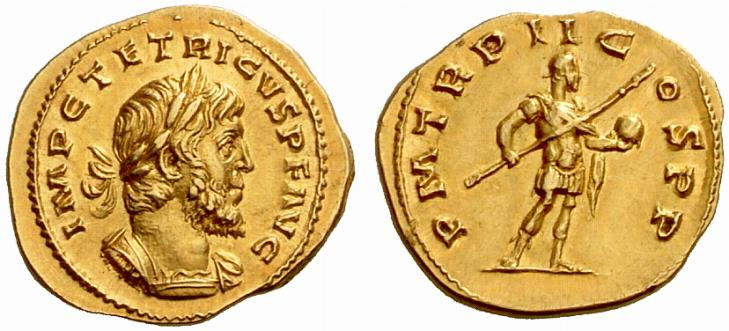
Aureus des Tetricus I.

Im Jahr 1917 wurde bei Bauarbeiten eine weitere Bestattung (Grab 3,1917) vorgefunden. Daraufhin führte die Landesanstalt für Vorgeschichte eine Untersuchung durch, bei der noch zwei weitere Bestattungen freigelegt und dokumentiert werden konnten. In Grab 1,1917 wurden drei Keramikgefäße geborgen. Die Ausstattung von Grab 2,1917 enthielt unter anderem eine Silberfibel, eine Garnitur aus Kelle und Sieb, einen Bronzeteller, einen Silberbecher des Typus Leuna, einen Kamm, Keramik und einen Aureus des römischen Kaisers Tetricus I.

## Funde von 1926
An der Fundstelle von 1917 wurden im Jahr 1926 noch weitere Körpergräber entdeckt. Grab 1,1926, eine Grabkammer, war wahrscheinlich gestört. Es fanden sich noch eine Silberfibel, ein Sporenpaar aus Silber und silberne Pfeilspitzen, außerdem eine Gefäßgruppe. Auch Grab 2,1926 war gestört, zur Ausstattung gehörten unter anderem ein goldener Fingerring, Bronzesporen, ein importiertes römisches Bronzetablett und Keramik. Die Grabkammer von Grab 3,1926 war ebenfalls in Teilen gestört. Erhalten waren u. a. wiederum ein silbernes Sporenpaar, silberne Pfeilspitzen, eine Gefäßgruppe mit Keramikgefäßen, eine weitere mit importiertem Bronze- und Glasgeschirr, ein Elfenbeinkästchen und ein Brettspiel. Die weiteren Bestattungen waren im Vergleich dazu weniger reich ausgestattet, Grab 4,1926 enthielt eine Eisenschnalle und ein Messer, Grab 5,1926 einen vergoldeten Bronzefingerring, möglicherweise ein Messer, eine Schnalle und einen Beutel. Aus drei weiteren gestörten Bestattungen wurde Keramik geborgen.